# Arie van der Vlis
Arie Kornelis (Arie) van der Vlis (Leeuwarden, 20 augustus 1940 – Rijnsburg, 4 juli 2020) was een Nederlands bestuurder en een generaal van de Verbindingsdienst. Van 1992 tot 1994 was hij Chef Defensiestaf van de Nederlandse krijgsmacht. Vanwege zijn uitstraling werd hij door vele militairen De lachende generaal genoemd.

## Militaire loopbaan
Arie van der Vlis werd tijdens de Tweede Wereldoorlog geboren als zoon van Kornelis van der Vlis. Hij startte in 1958 zijn militaire carrière als cadet op de Koninklijke Militaire Academie te Breda, waarna hij in 1961 slaagde en bevorderd werd tot tweede luitenant. Het jaar dat daar op volgde werd hij pelotonscommandant bij de verbindingsdienst. Jaren daarna volgde hij cursussen op de Krijgsschool (1971 tot 1973) te Den-Haag, Camberly in Groot-Brittannië (1973) en op het US Army War College in de VS (1983). Hierna volgde de benoeming tot commandant van het 11e bataljon verbindingstroepen in Schaarsbergen. In 1985 werd hij brigadegeneraal en commandant van de 12e pantserinfanteriebrigade in Nunspeet. Twee jaar later volgde de bevordering tot generaal-majoor en benoeming tot plaatsvervangend bevelhebber der Landstrijdkrachten, tevens inspecteur Reserve Personeel KL en drie jaar later commandant van het 1e Legerkorps in de rang van luitenant-generaal. Op 14 mei 1992 volgde zijn bevordering tot generaal (4 sterren) en benoeming tot Chef Defensiestaf. In zijn functie als CDS kreeg hij in 1993 te maken met het besluit van de Nederlandse regering om Nederlandse militairen van de Luchtmobiele Brigade naar het voormalige Joegoslavië in Srebrenica te sturen, terwijl hijzelf tegen Peace Keeping was, omdat de Luchtmobiele Brigade naar zijn mening te licht bewapend was en niet goed voorbereid op de missie die in 1995 dramatisch uitliep op de Val van Srebrenica.
In augustus 1994 legde van der Vlis zijn functie als CDS neer, omdat hij zich niet kon vinden in het nieuwe regeerakkoord van het nieuwe kabinet-Kok I (Paars I). Bij zijn afscheid werd hij benoemd tot adjudant in buitengewone dienst van H.M de Koningin. In die functie heeft hij met een aantal andere vlagofficieren de dodenwacht gehouden bij Prins Claus, prinses Juliana en prins Bernhard. Ook na zijn militaire carrière gaf van der Vlis op radio en tv zijn visie op de militaire wereld.

## Persoonlijk
Van der Vlis had drie kinderen en acht kleinkinderen. Zijn grootste hobby was modeltreinen. Zijn vader was de NSB-burgemeester Kornelis van der Vlis en hij was de oom van Tristan van der Vlis, de dader van de schietpartij in Alphen aan den Rijn op 9 april 2011.

## Bestuursfuncties
Van der Vlis heeft diverse bestuursfuncties bekleed. Hij is onder meer geweest:
- lid van het Nederlands instituut voor Internationale betrekkingen;
- lid van de Adviesraad voor Internationale Vraagstukken;
- lid van de Koninklijke Vereniging ter Beoefening van de Krijgswetenschap;
- voorzitter van de Raad van Toezicht van het Legermuseum in Delft (2003-2010);
- voorzitter van het Nationaal Comité Herdenking Capitulatie 1940 Wageningen (1995-2001);
- lid van het Comité van Aanbeveling Stichting Taptoe Katwijk.

## Onderscheidingen
Ridder in de Orde van de Nederlandse Leeuw

 Onderscheidingsteken voor Langdurige Dienst als Officier, cijfer XXX

 Vierdaagsekruis

 Kruis van Verdienste van de Koninklijke Vereniging van Nederlandse Reserve-Officieren

 Kruis voor de Tweedaagse Militaire Prestatietocht

 Commandeur in de Legion of Merit van Amerika

 Grootofficier in de Orde van Verdienste van de Bondsrepubliek Duitsland

 Onderscheidingsteken Hogere Militaire Vorming (HMV) ('Gouden zon‘)